# Shockvertising
Shockvertising è un termine anglosassone che nasce dalla fusione delle parole Shock (letteralmente: urto, impressione violenta, scossa) e Advertising (cioè pubblicità), ed è impiegato per definire quelle réclame in grado di creare un forte impatto emotivo nei destinatari.
A questo genere di pubblicità sono riconducibili, a loro volta, altri due generi di pubblicità descritti di seguito. In ogni caso la percezione della shockvertising, e l'effetto che questa può avere sulla sensibilità dei destinatari, varia in relazione al tipo di persona, al tipo di cultura, e al periodo storico.
Per certi versi la shockvertising rappresenta l'esatto contrario della pubblicità subliminale.

## Fear arousing appeals
I Fear arousing appeals sono quegli annunci pubblicitari che, anziché far leva sugli aspetti positivi ovvero sugli obiettivi e sulle finalità importanti conseguibili adeguandosi al messaggio, pongono enfasi sugli aspetti negativi che possono derivare dalla mancata accettazione delle sollecitazioni contenute nella réclame.
 
Sono quegli appelli emotivi che suscitano paura, timore, apprensione e che in teoria dovrebbero portare prima ad una valutazione delle prescrizioni e poi ad un'adozione delle raccomandazioni («se fumi prendi il cancro», «se non fai un'assicurazione rischi», «se non vai piano t'ammazzi»), ma che in realtà possono dar luogo ad ansia e conseguentemente ad una percezione di esagerazione e quindi ad una rimozione scaramantica. Può infatti accadere che il pubblico per far fronte agli stati di angoscia e agli stati di dissonanza innescati da questo tipo di annunci siano portati a rifiutare in blocco il messaggio come non credibile, o a gettare discredito sulla comunicazione o su chi comunica.

## Yobbo advertising
La Yobbo advertising è quella forma di pubblicità che mira a impressionare con ogni mezzo possibile il pubblico nella speranza di catturarne l'attenzione.

È quel tipo di réclame che cerca di provocare, allarmare, offendere di proposito la propria audience attraverso vari espedienti che vanno dalle immagini disgustose, alle oscenità, alle volgarità, alla violazione di tabù religiosi o di convenzioni sociali, alle offese alla morale, fino alla violenza gratuita. Anche certe forme di pubblicità erotica rientrano in questa categoria, sebbene in questo caso l'intento sembri più quello di creare, appunto, uno shock che non effettivamente quello di far leva sul sex-appeal.

Una pubblicità efficace in questo senso dovrebbe essere quella in grado violare una data norma, sociale o personale, e cogliere quindi di sorpresa uno spettatore, riuscendo di fatto a focalizzare su di sé l'attenzione. Una volta catturata l'attenzione si innescherebbe il processamento dell'informazione perché un individuo sarebbe portato a cercare di comprendere il motivo di tale sorpresa. Su quello che però è l'effetto ultimo di questa tipologia di pubblicità in realtà non si sa molto. La Yobbo advertising applicata in ambito dei PSA (cioè dei Public Service Announcements, le pubblicità di utilità sociale, quali sono ad esempio le campagne di prevenzione contro le malattie veneree) riuscirebbe effettivamente a catturare l'attenzione, a facilitare ricordo e riconoscimento, e ad ingenerare qualche forma di comportamento immediato. Ma per quanto riguarda la Yobbo advertising applicata in ambito più prettamente commerciale, e quindi molto più fine a se stessa, la questione è ancora del tutto inesplorata.

## Aspetti giuridici
Relativamente all'argomento trattato, in Italia, il Codice dell'Autodisciplina Pubblicitaria (CAP) pone le seguenti condizioni:
- Art. 1 - Lealtà pubblicitaria. La pubblicità deve essere onesta, veritiera e corretta. Essa deve evitare tutto ciò che possa screditarla.
- Art. 8 - Superstizione, credulità, paura. La pubblicità deve evitare ogni forma di sfruttamento della superstizione, della credulità e, salvo ragioni giustificate, della paura.
- Art. 9 - Violenza, volgarità, indecenza. La pubblicità non deve contenere affermazioni o rappresentazioni di violenza fisica o morale o tali che, secondo il gusto e la sensibilità dei consumatori, debbano ritenersi indecenti, volgari o ripugnanti.
- Art. 10 - Convinzioni morali, civili, religiose e dignità della persona. La pubblicità non deve offendere le convinzioni morali, civili e religiose dei cittadini. La pubblicità deve rispettare la dignità della persona umana in tutte le sue forme ed espressioni.
- Art. 11 - Bambini e adolescenti. Una cura particolare deve essere posta nei messaggi che si rivolgono ai bambini e agli adolescenti o che possono essere da loro ricevuti. Questi messaggi non devono contenere nulla che possa danneggiarli psichicamente, moralmente o fisicamente e non devono inoltre abusare della loro naturale credulità o mancanza di esperienza, o del loro senso di lealtà. (...) L'impiego di bambini e adolescenti in messaggi pubblicitari deve evitare ogni abuso dei naturali sentimenti degli adulti per i più giovani.

Nelle pronunce del Giurì o nelle ingiunzioni del Comitato di Controllo (Giurì e Comitato di Controllo sono gli organi dell'Istituto dell'Autodisciplina Pubblicitaria atti a far rispettare il codice), spesso si fa riferimento agli articoli citati per intervenire nei confronti di shockvertising ritenute eccessive. Non sempre queste sentenze si concludono con una censura della pubblicità in questione.